# Chocolate Mountains
Die Chocolate Mountains (deutsch „Schokoladenberge“) sind ein Gebirge im Imperial County und im Riverside County in der Colorado-Wüste in Südkalifornien. Das Gebirge erstreckt sich über rund 100 km in nordwestlich-südöstlicher Richtung. Es trennt die Salton-Senke aus dem Coachella Valley und dem Imperial Valley im Westen vom Tal des Colorado Rivers im Osten.
Der höchste Punkt der Berge erreicht 877 m, das Gebirge wirkt aber höher, weil die Salton-Senke an ihrem Fuß im Saltonsee bis etwa 72 Meter unter den Meeresspiegel reicht. Im Südwesten liegen unter der Bergkette die Algodones-Dünen, deren Sanddünen im östlichen Teil durch den Wind direkt unter die Berge verfrachtet werden.
In den Bergen befindet sich die Chocolate Mountains Gunnery Range, in der die US Navy und die US Marines regelmäßig Schießübungen durchführen. Dieser Truppenübungsplatz hat eine Ausdehnung von zirka 157.000 Hektar und nimmt damit den größten Teil des Gebirges ein.